# Гленко (Илиноис)
Гленко (енгл. Glencoe) град је у америчкој савезној држави Илиноис.

## Демографија
По попису из 2010. године број становника је 8.723, што је 39 (-0,4%) становника мање него 2000. године.
| Група             | 2000.         | 2010.         |
| Белци             | 8.239 (94,0%) | 8.024 (92,0%) |
| Афроамериканци    | 176 (2,0%)    | 107 (1,2%)    |
| Азијати           | 147 (1,7%)    | 235 (2,7%)    |
| Хиспаноамериканци | 108 (1,2%)    | 232 (2,7%)    |
| Укупно            | 8.762         | 8.723         |